# Скатста
Аэропорт Скатста (англ. Scatsta Airport) (ИАТА: SCS, ИКАО: EGPM), является коммерческим аэропортом на Шетландских островах в Шотландии.
Аэропорт имеет обычную лицензию (номер P777), которая позволяет пассажирские перевозки и обучение полётам уполномоченным лицом, имеющим патент (BP Exploration Operating Company Limited)..
Это пятый аэропорт в Шотландии по количеству перевезённых иностранных пассажиров. Эти расчёты основаны на рейсах вертолётов к и от нефтяных платформ в Северном и/или Фарерском секторах Североатлантического/Северноморского нефтяного района, или некоторые рейсы были классифицированы как зарубежные, так как направлялись на платформы за территориальными водами Великобритании. Единственный регулярный маршрут из аэропорта Скатста — в аэропорт Абердина, по этому маршруту совершается 7-8 рейсов ежедневно.
В аэропорту нет ни такси, ни регулярных автобусных маршрутов, ни баров. Основные пассажиры — нефтяники, других пассажиров в аэропорту намного меньше.
Первый утренний рейс из Скатста в Абердин обычно проходит без пассажиров, в пик сезона может перевозиться до 60 пассажиров в день, хотя обычное количество — от 15 до 25.

## Расположение
Расположен в северной части острова Мейнленд на восточном берегу бухты Саллом-Во, сообщающейся с проливом Йелл-Саунд, в 39 км к северу от Леруика, и в 8 км от нефтяного терминала «Саллом-Во».
Вдоль восточного берега бухты Саллом-Во проходит автодорога «B9076» (Тофт — аэропорт Скатста — Брэй).

## История
Аэропорт возник в 1940 году как RAF Scatsta, база истребителей Королевских ВВС, которые поддерживали операции гидросамолётов Coastal Command с базы RAF Sullom Voe. RAF Scatsta была самой северной базой Шетландских островов.
Строительство началось весной 1940 года, были построены две взлётно-посадочные полосы. Одна была длиной 427 м и расположена под углом 130°, другая была 460 м длиной и имела направление 250°. Строительство первой взлётно-посадочной полосы было закончено в апреле 1941 года. Главным подрядчиком строительства аэродрома был Совет Графства Шетлендские острова.
В ноябре 1944 года Скатста использовался как авиабаза поддержки и место базирования 617 эскадрильи Ланкастеров, знаменитых «Dam Busters», которыми командовал Дж. Б. Тайт, отличившиеся в «Операции Катехизм», затопив Тирпиц.
После Второй мировой войны аэродром Скатста оставался бездействующим пока на нём не приземлился US Coastguard Hercules 24 мая 1969. Его прилёт был связан со станцией навигации LORAN, которая была установлена на северо-западном конце взлетно-посадочной полосы 13/31.
Аэродром был покинут после, однако в 1978 году он был возрождён как гражданский аэропорт для обеспечения нефтедобывающих предприятий Шетлендских островов, терминала «Саллом-Во» в частности.
В 2010 году на пять лет был продлён контракт с компанией Bristow Helicopters в партнёрстве с Eastern Airways и Serco Group на перевозку пассажиров вертолётами к нефтедобывающим сооружениям Северного моря и Северной Атлантики.
Из соображений безопасности полётов был изменён проект строительства ветряной электростанции «Viking Wind Farm». Количество турбин было урезано с 127 до 103. Электростанцию планируется построить к 2018 году.